# Ulrich von Jungingen
Ulrich von Jungingen je bil 26. veliki mojster Tevtonskega viteškega reda, na položaju od leta 1407 do 1410, * okoli 1360, Hohenfels, Marienburg, † 15. julij 1410, Grunwald.
Smrt velikega mojstra v bitki pri Grunwaldu, zelo velike izgube vojaštva in velika  finančna bremena kot posledica Prvega Torunjskega  mirovnega sporazuma iz leta  1411, so bile prelomnica v zgodovini Države Tevtonskega reda.

## Življenje
Ulrich je bil brat svojega predhodnika Konrada von Jungingena. Datuma njegovega prihoda v Prusijo in vstopa v Tevtonski red nista znana. V zapisih je prvič omenjen kot tožilec leta 1383.
Leta 1396 je postal poveljnik Balge, kasneje pa veliki maršal in poveljnik Königsberga. Po letu 1398 je vodil težka pogajanja z dansko kraljico Margareto I. glede otoka Gotland. Od leta 1407 je bil veliki mojster Reda bolnišnice Blažene Device Marije nemške hiše v Jeruzalemu (Tevtonski red). Organiziral je vojaške odprave v Litvo, ki so se ponavljale skoraj vsako leto. Znana je tudi podpora, ki jo je Red nudil Vitautasu med njegovim pohodom proti Novgorodu in Moskvi leta 1404 in  1408. Ulrichovo uspešno mirovniško delo pri širjenju države, njegove upravne sposobnosti in organizacijski talent so pustili sledi tudi v primarnih virih.
Po Gdanski kroniki je njegov umirajoči predhodnik Konrad von Jungingen svaril tevtonske dostojanstvenike, naj za njegovega  naslednika ne izberejo njegovega brata, katerega je imel za zmešanega. Ulrich je nadaljeval politiko svojega predhodnika, katere cilj je bil razbiti poljsko-litovsko unijo.

### Prodaja Gotlanda
Zaradi grožnje vojne s Poljsko je sprejel številne ukrepe za okrepitev države. Eden od njih je bila opustitev daljnosežnih načrtov brata Konrada o prevladi nad Baltskim morjem. Leta 1409 je prodal Gotland Margareti I., kraljici Švedske, Danske in Norveške, za nižjo ceno od tiste, ki so jo tevtonski vitezi plačali vladarjem Mecklenburga za odpoved pravicam do otoka. Ulrich se je odločil za ta korak, da bi skoncentriral sile reda na kopnem.

### Konflikt z Litvo in Poljsko
Leta 1409 je izgubil Samogitijo, ki je pripadla Litvi. Istega leta je napadel in zasedel deželo Dobrzyń in s tem začel poljsko-tevtonsko vojno. Umrl je v bitki pri Grunwaldu leta 1410 kot poveljnik tevtonske vojske. Poljski kralj Vladislav Jagelo je ukazal, da se truplo s častmi pošlje v glavno mesto države reda. Veliki mojster je bil pokopan v kapeli sv. Ane na tevtonskem gradu  Malbork.
Na bojišču pri Grunwaldu so Nemci postavili spominski kamen v čast Ulrichu von Jungingenu.